# 上エジプト

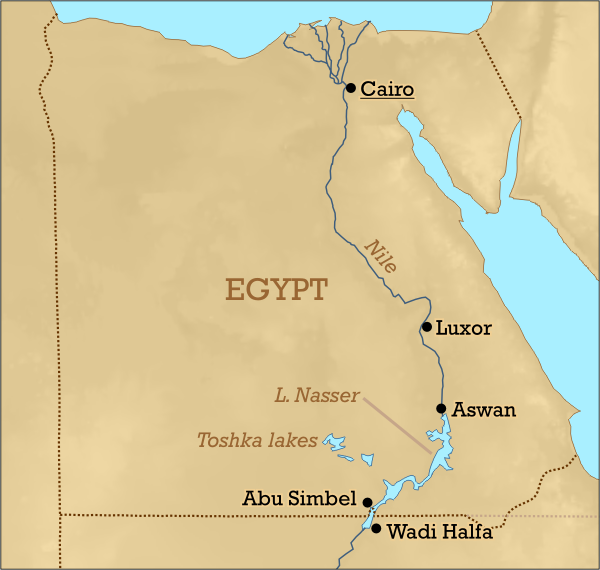

上エジプト(Upper Egypt)と下エジプト(Lower Egypt)

上エジプト(かみエジプト、アラビア語: صعيد مصر Ṣaʿīd Miṣr, 略称: الصعيد eṣ-Ṣeʿīd, eṣ-Ṣaʿīd、コプト語: ⲙⲁⲣⲏⲥ Mares、英語: Upper Egypt)は、エジプトの地域名。現在のカイロ南部からアスワンあたりまでを指す。カイロ以北のナイルデルタである下エジプトとともに古代エジプトを構成する二大地域であった。中間期には上エジプトと下エジプトにそれぞれ王朝が分立し、覇権を争うことも多かった。
エジプトに興った文明は、紀元前3500年ごろに上エジプトと下エジプトの二つの王朝にまとまり、紀元前3150年ごろに上エジプトのナルメル王が下エジプトを押さえてエジプト最古の統一王朝であるエジプト第1王朝を建設した。当時の上エジプトの中心はヒエラコンポリスであり、ヒエラコンポリスの守護神であったネクベトはやがて上エジプト全体の守護神となっていった。上エジプトの王冠は白色、植物は睡蓮（ロータス）が象徴とされた。
エジプト第1中間期には上エジプトはいくつかの勢力に分裂していたが、やがてテーベが力をつけ、ヒエラコンポリスやティニスを破って上エジプトを統一し、テーベを基盤とするエジプト第11王朝が下エジプトをも制圧してエジプト中王国時代を成立させた。この際、テーベ地方の神であったアメン神がエジプト全土の神となり、第30王朝期までの間、エジプトの主神であり続けた。
エジプト第2中間期にも、下エジプトのアヴァリスを都としたヒクソスのエジプト第15王朝と上エジプトを領するテーベの第17王朝が争い、第17王朝が勝利してエジプト新王国時代が到来した。
現在は、カイロ首都圏や港湾都市群やナイルデルタの農地を抱えエジプト経済の中心部である下エジプトに対し、純然たる農村部で発展が遅れた上エジプトは、エジプト社会でも独自の位置を占めている。住民の多くは、アラブによる征服以前のエジプト民族の遺風を濃く残すフェラヒンと呼ばれる農民で、イスラム教徒に対するコプト教徒（キリスト教徒）の割合が高いといった特徴も持つ。